# Semana Ciclista Italiana
La Semana Ciclista Italiana (oficialmente: Settimana Ciclistica Italiana) es una carrera por etapas profesional de ciclismo en ruta que se disputa en Italia, en la región de Cerdeña, desde el año 2021.
Desde su creación, la carrera forma parte del UCI Europe Tour dentro de la categoría 2.1.

## Palmarés
| Año  | Ganador      | Segundo       | Tercero          |
| ---- | ------------ | ------------- | ---------------- |
| 2021 | Diego Ulissi | Sep Vanmarcke | Giovanni Aleotti |

## Palmarés por países
| País   | Victorias |
| ------ | --------- |
| Italia | 1         |